# Wojciech Roszkowski (poeta)
Wojciech Roszkowski (ur. 1974 w Białymstoku) – polski poeta.

## Życiorys
Laureat Nagrody Głównej XII Tyskiej Zimy Poetyckiej w 2012 za projekt tomu Dworzec św. Łazarza oraz Nagrody Głównej IV Ogólnopolskiego Konkursu na Autorską Książkę Literacką – Świdnica 2011 za projekt tomu Kulki rtęci (w obu przypadkach nagrodami było wydanie tomów wierszy). Dwukrotnie nominowany do Nagrody Literackiej Prezydenta Miasta Białegostoku im. Wiesława Kazaneckiego za najlepszą książkę roku: 2011 za Kulki rtęci i 2012 za Dworzec św. Łazarza. Ponadto laureat ogólnopolskich konkursów poetyckich i literackich, w tym: im. M. Stryjewskiego (I nagroda w 2009 i 2021), „Krajobrazy Słowa” (II nagroda 2009/2010), im. J. Śpiewaka i A. Kamieńskiej (Nagroda Główna w 2010), im. Stanisława Grochowiaka (I nagroda w 2018, III nagroda w 2010, nagroda specjalna „Laur 100-lecia” w 2020), im. J. Kulki (I nagroda w 2010 i w 2017), im. R. Wojaczka (I nagroda w 2011), im. K. Ratonia (I miejsce w 2014, II miejsce w 2018, III miejsce w 2020), im. F. Rajczaka (I nagroda w 2014), „O Laur Jabłoni” (I nagroda w 2015), im. R.M. Rilkego (III nagroda w 2017), im. Rodziny Wiłkomirskich (I nagroda w 2018), im. J.I. Kraszewskiego (I nagroda w 2020), im. P. Brylińskiego (I nagroda w 2020). Mieszka w Nowym Sączu.

## Książki
- Tykocin – miasteczko bajeczka (Kreator, Białystok 2003) – przewodnik
- Odcienie (2008) – arkusz poetycki
- Kulki rtęci (Miejska Biblioteka Publiczna im. C.K. Norwida, Świdnica 2011)
- Dworzec św. Łazarza (Teatr Mały, Tychy 2012)